# Aspasia la médica
Aspasia (ca. siglo IV) fue una médica ateniense de la Antigua Grecia que se concentró en obstetricia y ginecología. 
Fue una excepción al sistema de clase social griego antiguo que impedía el acceso de las mujeres a la educación. Su trabajo influyó a médicos y cirujanos del periodo de medicina bizantino, incluyendo Aecio de Amida, y Pablo de Egina. Aspasia introdujo sus propias técnicas quirúrgicas para hemorroides uterinas, varicoceles, e hidroceles, ambos son similares a métodos recientes y modernos. Desarrolló una técnica para mover una criatura en parto de nalgas y así aliviar el dar a luz. También trabajó en prevención de enfermedades con mujeres embarazadas.